# Manga Up!
Manga Up! (マンガUP!) est un service japonais de mangas. Lancé en janvier 2017, le service héberge des séries publiées par Square Enix et prépublie des œuvres originales parmi lesquelles de nombreuses sont dérivées d'autres médias. Une version anglaise du service est lancée en juillet 2022.

## Histoire

Logo original du service.

Le service est initialement lancé au Japon le 7 janvier 2017, avec un site web et une application iOS et Android,.
Une version anglaise du service est lancée le 25 juillet 2022, présentant principalement des titres publiés par la division d'édition de mangas de Square Enix, ainsi que des séries d'autres éditeurs publiées par Square Enix au Japon ainsi que des séries qui n'avaient pas été publiées en anglais à l'époque,.

## Prépublication
En plus des ouvrages déjà publiés, le service prépublie également des œuvres originales. Beaucoup de ces œuvres sont des adaptations d'autres médias, tels que des jeux vidéo, des franchises multimédias et des light novels,,.

## Réception
Le site Web japonais Appmedia salue les travaux et le contenu gratuit de l'application. L'application est nommée aux Google Play Awards 2017 au Japon.
L'application compte près de 3 millions de téléchargements fin mars 2018, plus de 5 millions de téléchargements fin septembre 2018 et plus de 20 millions de téléchargements en novembre 2022.

### Version internationale et critiques
Lors de la sortie internationale du service en juillet 2022, de nombreux utilisateurs ont critiqué la censure mise en place,, notamment concernant les genoux et les coudes des personnages,. Jason Faulkner de Game Revolution note que les personnages de séries avec des décolletés, tels que Sexy Cosplay Doll, étaient pour la plupart obscurcis et que la censure était probablement effectuée par une machine.
Des critiques sont également adressées envers le modèle de monétisation du service. Isaiah Colbert de Kotaku compare défavorablement la monétisation aux microtransactions dans les jeux vidéo. Faulkner qualifie la monétisation d'« absurde » et critique les prix comme étant trop élevés.
Le 27 juillet 2022, Manga Up! publie une réponse aux plaintes de censure, citant les politiques restrictives dans des pays non anglophones comme l'Indonésie,. Le 4 septembre 2022, Square Enix annonce que toute censure via des barres noires a été supprimée et remplacée par des moyens moins intrusifs.